# Бардаш Юрій Федорович
Ю́рій Фе́дорович Ба́рдаш (нар. 23 лютого 1983; Алчевськ, Луганська область, УРСР) — російський продюсер, хореограф, колишній український співак. Засновник продюсерського центру «Кружева м'юзик» (Kruzheva Music). Продюсер музичних проєктів «Quest Pistols», «Quest Pistols Show», «Грибы», «Нервы», Wellboy, Луна та ін. В минулому учасник гурту «Грибы». Соліст проєкту Youra. Виїхав з України, відомий через антиукраїнські заяви та підтримку російської війни проти України. Громадянин Росії з 2015 року.

## Життєпис

### Quest: початок танцювальної кар'єри
Народився та виріс у Алчевську, де близько 2000 року почав займатися брейк-дансом у місцевому клубі «Пошук» (рос. «Поиск») (звідси з'явилася символічна англійська назва Quest майбутнього балету).
Після випуску з училища (за спеціальністю «токар»), у серпні 2002 року переїхав до Києва, спершу танцював брейк-данс на Хрещатику, потім танцював у балетах. Згодом його запросили до мюзиклу «Екватор», для якого він набрав команду із ще чотирьох танцюристів брейк-дансу. У той таки час Юрій Бардаш почав займатися постановкою номерів та менеджментом: шукав можливості іншого заробітку для його колективу.
Коли Бардаш ще не вважався хорошим танцюристом, він набрав клас із 20 дівчат, яких почав навчати танців. Навчання інших прискорило його власний розвиток і водночас приносило деякий прибуток. У 2005 році Юрій Бардаш уже виконав танцювальне соло в кліпі «Дискомалярия» білоруського репера Серьоги.

### Quest Pistols: перший співочий колектив
Після згортання мюзиклу «Екватор», Юрій Бардаш в рамках власного балету «Quest» уже працював із танцюристами Микитою Горюком, якого він зустрів після переїзду до Києва, та Костянтином Боровським. Згодом до них долучився Антон Савлепов. Саме ця трійця танцюристів у 2007 році стала початковим складом пісенного гурту «Quest Pistols».
За спогадами Бардаша, ідея виникла, коли у чергову фотосесію балету потрапили ці три учасники, а на репетиції він почув музику гурту Shocking Blue. У той таки час його познайомили із фронтменом гурту «Димна Суміш» Олександром Чемеровим, якому Бардаш запропонував взяти участь у створенні музичного проєкту. Чемеров тоді почав писати слова і музику для гурту, взявши в рамках цієї співпраці псевдонім Ізольда Четха. Гурт здобув миттєву популярність в Україні зі своїм першим хітом «Я устал» (що була кавером на пісню «Long and Lonesome Road» гурту Shocking Blue), а вже за пару років став поступово перебиратися до Росії.
У 2008—2009 роках Юрій Бардаш був продюсером реаліті-шоу «Любов і музика» на телеканалі M1, в рамках якого було створено однойменний дівочий музичний гурт. У травні 2009 року видання «ТВ-Гид» повідомило, що Бардаш продав гурт «Любов і музика» продюсеру Євгену Фешаку «за сотні тисяч вільно конвертованих грошей».
У 2010 році Бардаш із дружиною Христиною переїхав до США. У 2012 році у них народився син Георгій у Лос-Анджелесі.
Під час американського періоду почався розлад стосунків у гурті «Quest Pistols». Після повернення в Україну Юрій Бардаш оновив концепцію гурту, перейменував його на «Quest Pistols Show», а склад гурту повністю змінився.

### «Луна», «Грибы» та Wellboy: продюсер та виконавець репу
У 2016 році Юрій Бардаш вивів на сцену одразу два нові музичні проєкти: співачку Луну (творчий псевдонім Христини Бардаш) та хіп-хауз гурт «Грибы». Обидва проєкти, як і свого часу «Quest Pistols», миттєво набули популярності. У гурті «Грибы» Бардаш вперше виступив у ролі репера. Хоча гурт проіснував менш як двох років, його називають найуспішнішим проєктом Бардаша.
У листопаді 2018 року Бардаш випустив сольний мініальбом «Predictor» під псевдонімом YOURA, який отримав схвальні відгуки критиків. У цій роботі речитатив покладений на техно із додаванням індастріалу, маскулінності та агресії. У 2019 році вийшов його альбом «Plan Б».
У жовтні 2021 року вийшов перший україномовний трек Youra під назвою Habar.
2021 року Бардаш почав продюсувати українського виконавця Wellboy. Випуск першого сольного альбому Wellboy було заплановано на 2022 рік. У червні 2022 року Wellboy оголосив про припинення співпраці з Бардашем.
Навесні 2022 року переїхав з дружиною Єлизаветою Коцюбою до Грузії. Підтримує повномасштабне вторгнення росіян до України 2022 року. Після антиукраїнських заяв Бардаша та його переходу на бік росіян, його дружина Єлизавета Коцюба оголосила про розрив стосунків.

## Політичні погляди
У 2015 році Бардаш отримав російський паспорт, про це стало відомо лише в січні 2024 року.
2022 року, після вторгнення Росії в Україну, заявив, що йому не шкода мешканців України, закликав Україну до капітуляції і заявив, що засудження війни і провоєнних росіян призводить до протистояння між народами.

## Розслідування
22 травня 2024 року СБУ заочно повідомила Бардашу про підозру за антиукраїнську діяльність із закликами до захоплення Києва та Харкова. У травні 2025 року Бардаша було заочно засуджено до 10 років в'язниці за пропаганду війни Росії проти України.

## Цікаві факти
- У 2017 році, на піку популярності реп-гурту «Грибы», репер Серьога присвятив Юрію Бардашу кліп на пісню «Антифриз», у якій розкритикував його та інших зірок шоу-бізнесу.[7][32] Зокрема, у пісні є звертання до Бардаша:

| Що тобі треба: дзвінкі пенні чи стаття про тебе у Вікіпедії? [nb 1] Оригінальний текст (рос.) Что тебе нужно: звонкие пенни или статья о тебе в википедии? |

## Відеокліпи
| Рік  | Артист  | Кліп           | Роль      |
| ---- | ------- | -------------- | --------- |
| 2005 | Серьога | «Дискомалярия» | танцюрист |
| 2010 | Скрябін | «Квінти»       | актор     |
| 2016 | «Грибы» | «Интро»        | співак    |
| 2016 | «Грибы» | «Копы»         | співак    |
| 2016 | «Грибы» | «Велик»        | співак    |
| 2017 | «Грибы» | «Тает лёд»     | співак    |
| 2018 | YOURA   | «PRAKTIKA»     | соліст    |
| 2019 | YOURA   | «GRUZOVIK»     | соліст    |
| 2019 | YOURA   | «ACTIVITY»     | соліст    |
| 2019 | YOURA   | «NET»          | соліст    |

## Виноски
1. ↑  На час виходу кліпу «Антифриз» статті у Вікіпедії про Юрія Бардаша ще не було.